# Порт Ла-Рошель (картина)
«Порт Ла-Рошель» (фр. Le Port de La Rochelle) — пейзаж французского художника-неоимпрессиониста Поля Синьяка, написанный в 1915 году. Находится в коллекции Музея изобразительного искусства в Нанси (Франция).

## История
Картина была написана Полем Синьяком в 1915 году. Находилась в старейшей парижской художественной галерее Бернэм-Жён (фр. Galerie Bernheim Jeune). Позже вошла в коллекцию импрессионистов и неоимпрессионистов судовладельца из Гавра и коллекционера Анри Галиле (1875—1937). В 1965 году полотно перешло в коллекцию Музея изобразительного искусства в Нанси по завещанию вдовы Галиле. Картина входила в собрание из 117 работ, в том числе шести скульптур, завещанных музею вдовой Галиле, умершей в 1963 году, по желанию её мужа.
24 мая 2018 года полотно было вырезано из рамы и похищено. Менее чем через год оно было найдено на Украине. Картина была обнаружена украинской полицией в доме человека, которого также подозревали в убийстве ювелира, после того как полиция «получила информацию о том, что группа людей ищет покупателей для картин, украденных в Европе в прошлом году». Вместе с «Порт Ла-Рошель» на месте было обнаружено несколько других похищенных произведений искусства. 23 апреля 2019 года картина была передана министром внутренних дел Украины Арсеном Аваковым послу Франции в Киеве Изабель Дюмон.

## Сюжет и описание

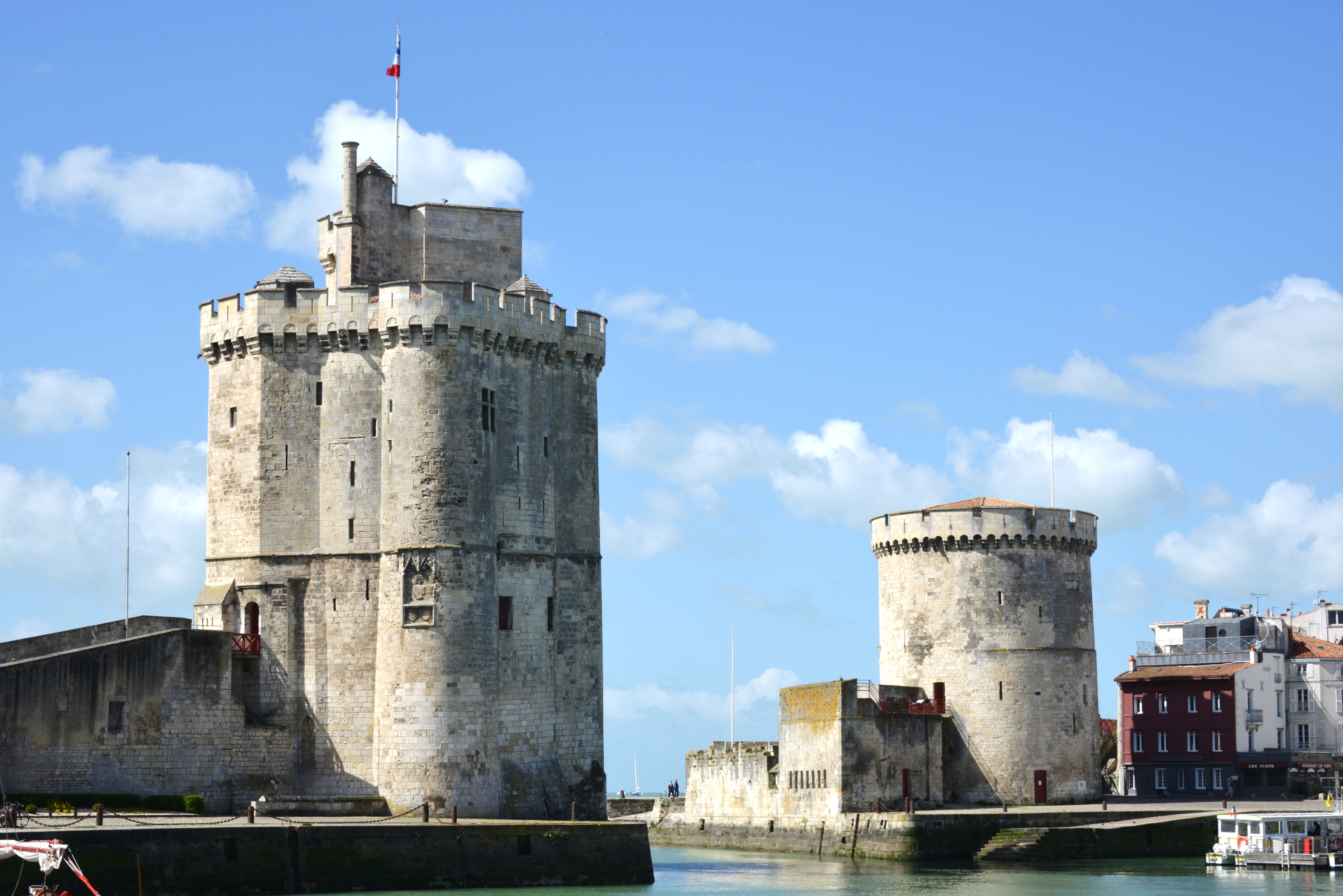
Вход в старый порт Ла-Рошель. Башня Святого Николая (слева) и башня Цепи (справа)

Синьяк написал произведение в 1915 году, когда его назначили официальным художником военно-морского флота — у него самого была небольшая яхта в Сен-Тропе, и он считался заядлым мореплавателем.
Картина написана небольшими мазками, поэтому «Порт Ла-Рошель» немного напоминает по стилю пуантилизм, одними из основателей которого были Синьяк и Жорж Сёра. На переднем плане к зрителю движется лодка, все паруса на ней распущены. Задний план обрамлён башнями Святого Николая и Цепи, защищавшими вход в старый порт Ла-Рошель.